# J-SIDE STATION
J-SIDE STATION（じぇーさいど すてーしょん）は、2007年10月から2019年3月までエフエム仙台（Date fm）で月曜から木曜午後に生放送していたラジオ番組である。

## 概要
- 2007年10月にそれまでオンエアされていた「AIRJAM」を引き継いでスタート。現在も金曜日の同じ時間にはAIR JAM Friday が放送されている。
- スタジオは定禅寺通りのDate fmサテライトスタジオ（仙台市青葉区）。東日本大震災以降は本社のスタジオより放送。
- 番組内の宮城県内各地からのレポートコーナーは『デリラジ中継』と呼称される（金曜の『AIR JAM Friday』も同様）。

## 放送時間

### 番組終了時点
- 毎週月曜〜木曜 13:30 - 15:50

### 過去
- 毎週月曜～木曜 14:00 - 15:55（2012年10月〜？）
- 毎週月曜～木曜 13:30 - 15:55（2012年9月まで)
- 毎週月曜～木曜 13:30 - 16:25（放送開始〜？)

## パーソナリティ
番組終了時点
- 奥口文結(Date FMアナウンサー)（月火担当 2018年10月 - ）
- 石垣のりこ(Date FMアナウンサー)(水木担当 2012年10月 - )

過去のパーソナリティ
- 名護ひと美(Date FMアナウンサー)(月火担当 2014年4月 - 2018年9月)
- 庄子久子(フリーアナウンサー)　(2009年10月～2013年)
- 井上崇(Date FMアナウンサー)　(～2012年9月)

## デリラジ中継担当者
いずれも2015年4月から番組終了まで担当。それ以前は庄子やJORIが担当していた。
- 月曜 - 爆笑コメディアンズ
- 火曜 - ワッキー貝山
- 水曜 - 渡部ギュウ
- 木曜 - ニードル

## コーナー
特に記述の無いものについては、全曜日共通。2014年8月現在
（13時台）
- 13:41　デリラジ中継
- 13:55　Date FM News&Weather

（14時台）
- 14:00　J-SIDE I（「AIR-G」と同時生放送の「なまらだっちゃで自慢しまＳＨＯＷ」のコーナーあり）
- 14:15　Datefm Traffic
- 14:20  Date FM MEGA PLAY
- 14:25　J-SIDE II（月～水曜日）　 WHAT'S FUN!～THE MALL インフォメーション（木曜日）
- 14:50　はぴねすくらぶラジオショッピング
- 14:55　SUZUKI HOME SONGS（JFNネット）

（15時台）
- 15:00　J-SIDE Ⅲ　デリラジ中継
- 15:11　Song Recollection
- 15:25　Datefm Traffic
- 15:30　小岩井農場インフォメーション（木曜日のみ）
- 15:35　Datefm Weather
- 15:50　Datefm INFORMATION 　もしくは　JFNラジオショッピング
- 15:55　Datefm News&Weather

一部は東日本大震災にともなう生活情報に差し替えている。

## 終了したコーナー
- 15:00　J-SIDE RECOMMEND
  - 月…イノウエ・コレクション（イーノコレ）
  - 火…Around The Word
  - 水…本日のポン出し
  - 木…J-SIDE MOVIE
- 16:00　J-SIDE COMMUNICATION
- 15:00　J-SIDE III 名盤再び～マスターピースアゲイン～
- 15:00　キッズソングコーナー(東日本大震災後、子供向けに設置された。のちにベストヒットイノイチバンの木曜日に引き継がれた)
- 15:00　ベストヒット　イノイチバン